# حسناء لشقر
حسناء لشقر ( ولدت في 27 سبتمبر 1989) هي ملاكمة مغربية. تنافست حسناء في حدث الألعاب الأولمبية الصيفية 2016 فئة ملاكمة الوزن الخفيف للسيدات.

## روابط خارجية
- حسناء لشقر على موقع اللجنة الأولمبية الدولية (الإنجليزية)
- حسناء لشقر على موقع أوليمبيديا (الإنجليزية)
- حسناء لشقر على موقع اللجنة الأولمبية المغربية (الفرنسية)